# Đội tuyển bóng đá quốc gia Việt Nam Cộng hòa 1961–1965
Lịch và kết quả thi đấu của đội tuyển bóng đá quốc gia Việt Nam Cộng hoà trong giai đoạn từ 1961 đến 1965.
VL: vòng loại
| Ngày                | Địa điểm  | Đối thủ     | Tỷ số | Giải                         | Cầu thủ Việt Nam ghi bàn | Chi tiết |
| ------------------- | --------- | ----------- | ----- | ---------------------------- | ------------------------ | -------- |
| 3 tháng 8 năm 1961  | Malaysia  | Ấn Độ       | 2-1   | Giải bóng đá Merdeka         |                          |          |
| 5 tháng 8, 1961     | Malaysia  | Nhật Bản    | 3-2   | Giải bóng đá Merdeka         |                          |          |
| 9 tháng 8, 1961     | Malaysia  | Malaya      | 1-3   | Giải bóng đá Merdeka         |                          |          |
| 13 tháng 8, 1961    | Malaysia  | Singapore   | 2-1   | Giải bóng đá Merdeka         |                          |          |
| 11 tháng 12, 1961   | Miến Điện | Thái Lan    | 0-0   | SEAP Games 1961              |                          |          |
| 12 tháng 12, 1961   | Miến Điện | Lào         | 7-0   | SEAP Games 1961              |                          |          |
| 14 tháng 12, 1961   | Miến Điện | Miến Điện   | 1-2   | SEAP Games 1961              |                          |          |
| 24 tháng 8 năm 1962 | Indonesia | Philippines | 6-0   | Đại hội Thể thao châu Á 1962 |                          |          |
| 27 tháng 8, 1962    | Indonesia | Indonesia   | 0-1   | Đại hội Thể thao châu Á 1962 |                          |          |
| 30 tháng 8, 1962    | Indonesia | Malaya      | 3-0   | Đại hội Thể thao châu Á 1962 |                          |          |
| 1 tháng 9, 1962     | Indonesia | Ấn Độ       | 2-3   | Đại hội Thể thao châu Á 1962 |                          |          |
| 4 tháng 9, 1962     | Indonesia | Malaya      | 1-4   | Đại hội Thể thao châu Á 1962 |                          |          |
| 8 tháng 9, 1962     | Malaya    | Hàn Quốc    | 0-3   | Giải bóng đá Merdeka         |                          |          |
| 10 tháng 9, 1962    | Malaysia  | Indonesia   | 1-2   | Giải bóng đá Merdeka         |                          |          |
| 14 tháng 9, 1962    | Malaysia  | Singapore   | 2-2   | Giải bóng đá Merdeka         |                          |          |
| 16 tháng 9, 1962    | Malaysia  | Philippines | 6-0   | Giải bóng đá Merdeka         |                          |          |
| 8 tháng 8 năm 1963  | Malaysia  | Đài Loan    | 1-1   | Giải bóng đá Merdeka         |                          |          |
| 10 tháng 8, 1963    | Malaysia  | Thái Lan    | 3-2   | Giải bóng đá Merdeka         |                          |          |
| 12 tháng 8, 1963    | Malaysia  | Nhật Bản    | 1-5   | Giải bóng đá Merdeka         |                          |          |
| 16 tháng 8, 1963    | Malaysia  | Hàn Quốc    | 1-3   | Giải bóng đá Merdeka         |                          |          |
| 18 tháng 8, 1963    | Malaysia  | Malaysia    | 5-0   | Giải bóng đá Merdeka         |                          |          |
| 13 tháng 10, 1963   | Nhật Bản  | Nhật Bản    | 1-2   | Giao hữu                     |                          |          |
| 28 tháng 12, 1963   | Sài Gòn   | Israel      | 0-1   | VL Olympic 1964              |                          |          |
| 17 tháng 3, 1964    | Israel    | Israel      | 2-0   | VL Olympic 1964              |                          |          |
| 31 tháng 5, 1964    | Hàn Quốc  | Hàn Quốc    | 0-3   | VL Olympic 1964              |                          |          |
| 28 tháng 6, 1964    | Sài Gòn   | Hàn Quốc    | 2-2   | VL Olympic 1964              |                          |          |
| 22 tháng 8, 1964    | Malaysia  | Nhật Bản    | 2-0   | Giải bóng đá Merdeka         |                          |          |
| 26 tháng 8, 1964    | Malaysia  | Malaysia    | 2-1   | Giải bóng đá Merdeka         |                          |          |
| 29 tháng 8, 1964    | Malaysia  | Đài Loan    | 0-0   | Giải bóng đá Merdeka         |                          |          |
| 1 tháng 9, 1964     | Malaysia  | Miến Điện   | 0-1   | Giải bóng đá Merdeka         |                          |          |
| 5 tháng 9, 1964     | Malaysia  | Hàn Quốc    | 1-2   | Giải bóng đá Merdeka         |                          |          |
| 14 tháng 8 năm 1965 | Malaysia  | Đài Loan    | 5-2   | Giải bóng đá Merdeka         |                          |          |
| 17 tháng 8, 1965    | Malaysia  | Hàn Quốc    | 0-0   | Giải bóng đá Merdeka         |                          |          |
| 20 tháng 8, 1965    | Malaysia  | Malaysia    | 3-3   | Giải bóng đá Merdeka         |                          |          |
| 23 tháng 8, 1965    | Malaysia  | Hồng Kông   | 2-1   | Giải bóng đá Merdeka         |                          |          |
| 26 tháng 8, 1965    | Malaysia  | Ấn Độ       | 0-2   | Giải bóng đá Merdeka         |                          |          |
| 28 tháng 8, 1965    | Malaysia  | Nhật Bản    | 1-2   | Giải bóng đá Merdeka         |                          |          |
| 16 tháng 11, 1965   | Sài Gòn   | Malaysia    | 2-2   | Giao hữu                     |                          |          |
| 14 tháng 12, 1965   | Malaysia  | Thái Lan    | 1-2   | SEAP Games 1965              |                          |          |
| 16 tháng 12, 1965   | Malaysia  | Singapore   | 5-1   | SEAP Games 1965              |                          |          |
| 18 tháng 12, 1965   | Malaysia  | Thái Lan    | 0-2   | SEAP Games 1965              |                          |          |
| 20 tháng 12, 1965   | Malaysia  | Malaysia    | 2-0   | SEAP Games 1965              |                          |          |